# No Self Control (chanson)
Pour l’article homonyme, voir No Self Control.
Singles de Peter Gabriel
"Games Without Frontiers"
(1980) "Biko"
(1980)
No Self-Control est une chanson écrite, composée et interprétée par Peter Gabriel pour son troisième album en 1980.
Il s'agit du second extrait de l'album (en face B : Lead A Normal Life) après Games Without Frontiers, qui a connu un triomphe lors de sa sortie en single. À noter la participation de Robert Fripp (King Crimson) à la guitare, Phil Collins à la batterie et Kate Bush aux chœurs.
Comme avec les autres morceaux de l'album, les paroles sont très sombres. Les paroles discutent de ce qui pourrait être interprété comme la cupidité et la soif intense ou d'instabilité mentale et la décadence de la psyché.
Une version avec les paroles en allemand, Keine Selbstkontrolle, est parue sur Ein deutsches Album.